# أنطون كرافشينكو
أنطون كرافشينكو (بالأوكرانية: Кравченко Антон Сергійович)‏ هو لاعب كرة قدم أوكراني، ولد في 23 مارس 1991 في دنيبرو في أوكرانيا. لعب مع نادي دنيبرو دنيبروبتروفسك ونادي فولين لوتسك.

## وصلات خارجية
- أنطون كرافشينكو على موقع اتحاد أوكرانيا (الإنجليزية)
- أنطون كرافشينكو على موقع قاعدة بيانات كرة القدم.إي يو (الإنجليزية)
- أنطون كرافشينكو على موقع Soccerway.com (الإنجليزية)